# Selago micradenia
Selago micradenia är en flenörtsväxtart som beskrevs av O.M. Hilliard. Selago micradenia ingår i släktet Selago och familjen flenörtsväxter. Inga underarter finns listade i Catalogue of Life.